# Parco commemorativo dell'Olocausto (Budapest)

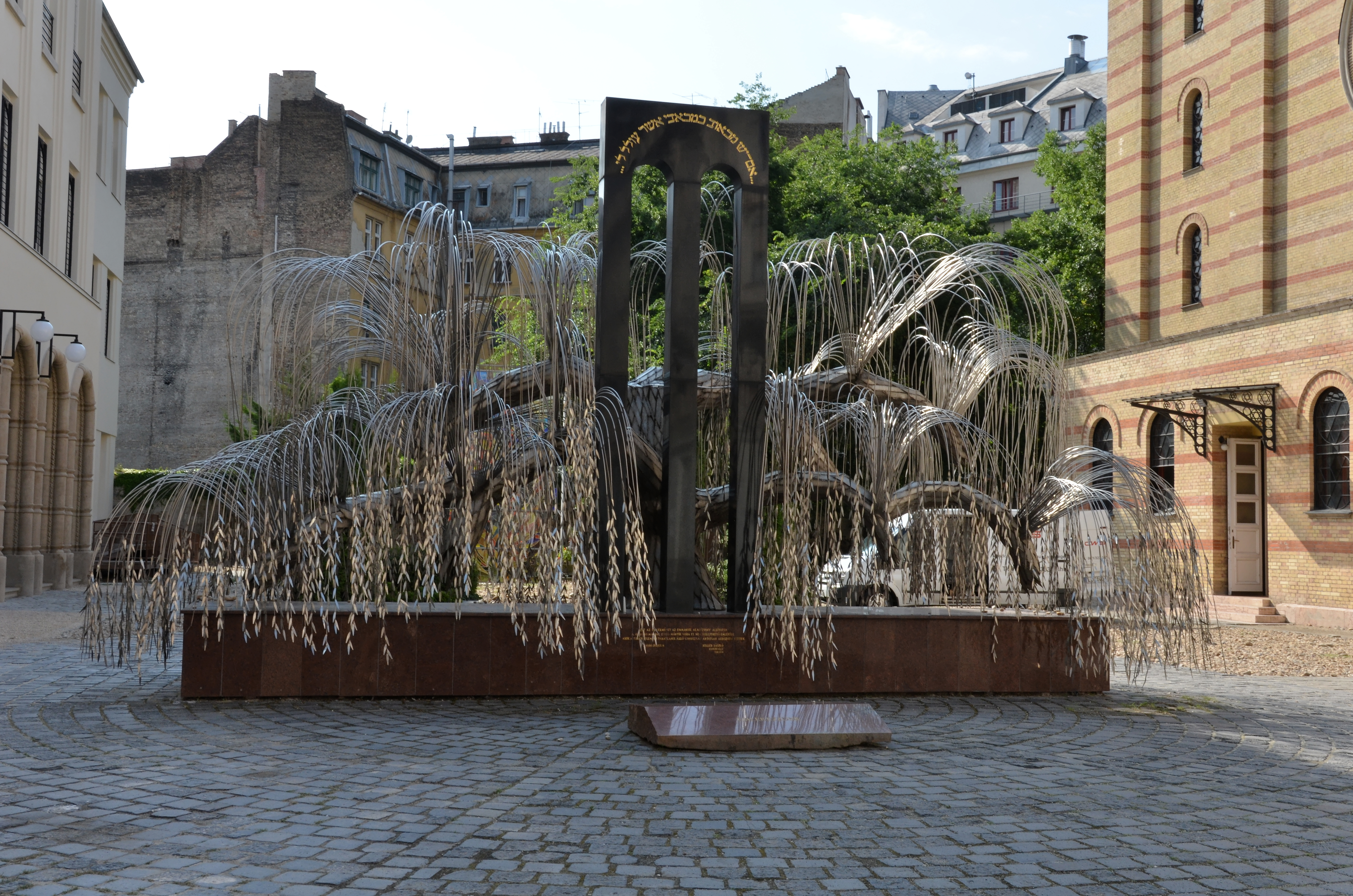
La scultura a forma di salice piangente di Imre Varga

Il Parco commemorativo dell'Olocausto si trova nella città di Budapest nel cortile posteriore della Grande Sinagoga.
È intitolato a Raoul Wallenberg e ospita un memoriale dedicato ai circa 400.000 ebrei ungheresi assassinati dai nazisti. Realizzato da Imre Varga, ha la forma di un salice piangente le cui foglie riportano i nomi delle vittime dell'Olocausto.
C'è anche un memoriale a Wallenberg e ad altri Giusti tra le Nazioni, tra cui il viceconsole svizzero Carl Lutz, l'ambasciatore spagnolo Ángel Sanz Briz, l'italiano Giorgio Perlasca e il nunzio apostolico Angelo Rotta che salvò, con il suo segretario Gennaro Verolino, decine di migliaia di ebrei ungheresi durante la seconda guerra mondiale.